# Microgrid

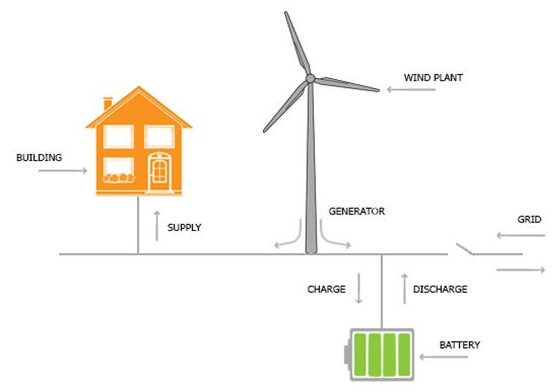
Schema tipico di una microrete con fonti di energia rinnovabile in modalità "connessa alla griglia"

Microgrid (in italiano: microrete) è un gruppo localizzato di fonti di energia elettrica e accumulo che normalmente opera connesso ed in sincronia con la rete elettrica, ma che può essere disconnesso e funzionare autonomamente, in dipendenza da condizioni fisiche ed economiche.
Microgrid è un modo per integrare diverse risorse di generazione distribuita, in particolare quelle derivanti da fonti di energie rinnovabili. Fornisce anche una buona soluzione per erogare energia in caso di emergenza, avendo la possibilità di passare fra la modalità "isola di carico" e quella "connessa alla rete". D'altro canto, sono molto complesse le attività di controllo e protezione in questo tipo di configurazione di rete (trattate, generalmente, con un controllo gerarchico).

## Tipi di microreti
- Microreti istituzionali e da campus: aggregano la generazione di energia elettrica in situ di diverse fonti energetiche dislocate in una area ravvicinata che ne semplifica la gestione[3];
- microreti remote (off grid): microreti che non si connettono mai alla rete elettrica ed operano in modalità "isola" per motivi economici e di posizione geografica;
- microreti di basi militari: sono microreti focalizzate sulla sicurezza fisica ed informatica di strutture militari di cui rappresentano fonti affidabili di energia elettrica[3];
- microreti commerciali e industriali: microreti che stanno nascendo in America settentrionale e nell'Asia Pacifica (sebbene la mancanza di standard condivisi ne limiti la crescita). La loro installazione è dovuta alla necessità d'approvvigionamento di energia sicura e affidabile[3].

## Componenti di una microrete
- Generazione locale dell'energia;
- consumo;
- accumulo dell'energia;

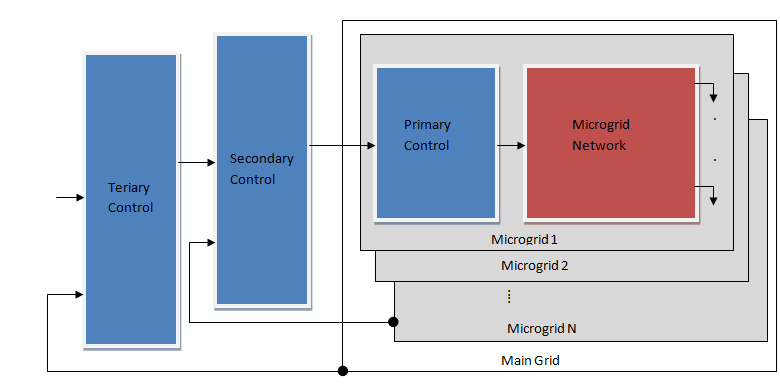
Controllo gerarchico della microrete

- Point of common coupling (punto di accoppiamento comune): il punto del circuito elettrico della microrete che è collegato alla rete elettrica.

## Componenti essenziali di una microgrid

### Generazione locale
Una microgrid offre all'utente diversi tipi di fonti energetiche che alimentano elettricità, riscaldamento e raffreddamento. Queste fonti si dividono in due gruppi principali: fonti energetiche termali (ad es. gas naturale, biogas) e fonti rinnovabili (es. pale eoliche, pannelli solari).

### Consumi
In una microgrid i consumi si riferiscono solo agli elementi che consumano elettricità, calore e freddo (da condizionamento), e ciò dalle singole unità abitative sino ai grandi centri commerciali. Nel caso di "carichi controllabili", il consumo di elettricità può essere regolato secondo la domanda proveniente dalla rete.

### Accumulazione di energia
In una microgrid, gli accumulatori assolvono a diverse funzioni come garantire la qualità della potenza prodotta, oppure regolare frequenza e voltaggio della corrente, stabilizzare l'output delle fonti rinnovabili, assicurare la disponibilità di un backup di potenza al sistema, e ottimizzare i costi.
Gli accumulatori di energia in una microgrid consentono di accrescere la qualità della potenza erogata, regolarizzare la frequenza e il voltaggio, ridurre gli sbalzi in uscita dell'energia proveniente da fonti rinnovabili, costituire una riserva di energia a disposizione del sistema; giocano infine un ruolo cruciale nell'ottimizzazione dei costi. L'accumulazione fa uso di molte tecnologie elettriche, gravitazionali e termiche, oltre a quelle relative al volano. Quando in una microgrid si hanno accumulatori di diversa capacità, si preferisce coordinare opportunamente il loro carico e scarico in modo da non far scaricare prima quelli di capacità minore. Allo stesso modo, si preferisce evitare il caricamento completo degli accumulatori con capacità inferiore prima di quelli più capienti.